# Xavier Mathiot
Xavier Mathiot (ur. 23 listopada 1944 roku) – francuski kierowca wyścigowy.

## Kariera
Mathiot rozpoczął karierę w międzynarodowych wyścigach samochodowych w 1972 roku od startów w Francuskiej Formule Renault. Z dorobkiem siedmiu punktów uplasował się tam na dziesiątej pozycji w klasyfikacji generalnej. W późniejszych latach Francuz pojawiał się także w stawce World Challenge for Endurance Drivers, World Championship for Drivers and Makes oraz 24-godzinnego wyścigu Le Mans.